# Ophiomyia solivaga
Ophiomyia solivaga är en tvåvingeart som beskrevs av Spencer 1973. Ophiomyia solivaga ingår i släktet Ophiomyia och familjen minerarflugor.
Artens utbredningsområde är Bahamas. Inga underarter finns listade i Catalogue of Life.